# Họ Cá trổng
Họ Cá trổng hay họ Cá cơm (danh pháp khoa học: Engraulidae) là một họ chứa các loài cá chủ yếu sống trong nước mặn, với một số loài sống trong nước lợ và một vài loài ở Nam Mỹ sống trong nước ngọt,. Chúng có kích thước nhỏ, chiều dài tối đa là 40 cm, thường là dưới 15 cm, phổ biến là bơi thành đàn và ăn theo kiểu lọc các loại sinh vật phù du, chủ yếu là động vật phù du, với một số loài ăn cả cá con mới nở. Chúng phân bố khắp thế giới. Chúng được phân loại như là cá béo.

## Đặc trưng

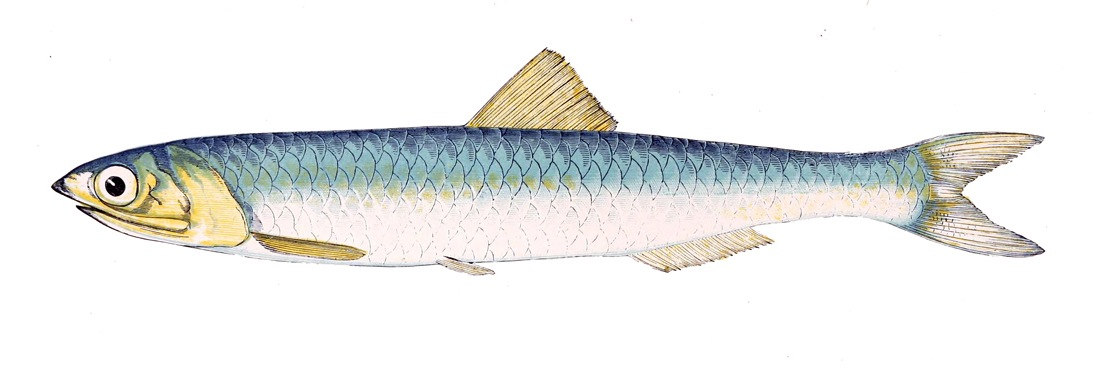
Cá cơm châu Âu (Engraulis encrasicolus) - loài điển hình của họ này.

Cá cơm là cá nhỏ, phần lưng màu xanh lục với ánh phản chiếu màu xanh lam do một sọc dọc theo thân màu trắng bạc, chạy từ gốc vây đuôi. Chúng có kích thước 2 đến 40 cm (0,79 đến 15,75 in) ở cá trưởng thành, và hình dạng cơ thể là khá biến động, với cá có thân hình thon mảnh hơn ở các quần thể phía bắc.
Mõm tù với các răng nhỏ và nhọn ở cả hai hàm. Mõm có cơ quan chứa đầy chất gel (chất đặc quánh), được người ta cho là một giác quan, mặc dù chức năng chính xác của nó là gì thì vẫn chưa rõ. Miệng to hơn miệng của cá trích và cá suốt, hai nhóm cá mà cá cơm trông rất giống về nhiều khía cạnh khác.

## Phân loại
Theo FishBase.org thì họ này bao gồm 18 chi và khoảng 173 loài.
- Phân họ Coiliinae: Gồm 7 chi, 52 loài
  - Chi Coilia: 13 loài cá lành canh, cá mào gà, sống trong môi trường nước mặn và nước ngọt
  - Chi Lycothrissa: 1 loài cá lẹp sâu, cá tớp xuôi (Lycothrissa crocodilus)
  - Chi Papuengraulis: 1 loài (Papuengraulis micropinna)
  - Chi Pseudosetipinna: 1 loài (Pseudosetipinna haizhouensis)
  - Chi Setipinna: 8 loài cá lẹp
  - Chi Thrissina: 8 loài cá lẹp
  - Chi Thryssa: 20 loài cá lẹp
- Phân họ Engraulinae: Gồm 11 chi, 121 loài.
  - Chi Amazonsprattus: 1 loài (Amazonsprattus scintilla)
  - Chi Anchoa: 35 loài
  - Chi Anchovia: 3 loài
  - Chi Anchoviella: 18 loài
  - Chi Cetengraulis: 2 loài
  - Chi Encrasicholina: 11 loài cá cơm
  - Chi Engraulis: 9 loài
  - Chi Jurengraulis: 1 loài (Jurengraulis juruensis)
  - Chi Lycengraulis: 5 loài
  - Chi Pterengraulis: 1 loài (Pterengraulis atherinoides)
  - Chi Stolephorus: 35 loài cá cơm

Tại Việt Nam, người ta ghi nhận khoảng 28 loài của các chi Coilia, Encrasicholina, Engraulis, Lycothrissa, Setipinna, Stolephorus, Thrissina và Thryssa.

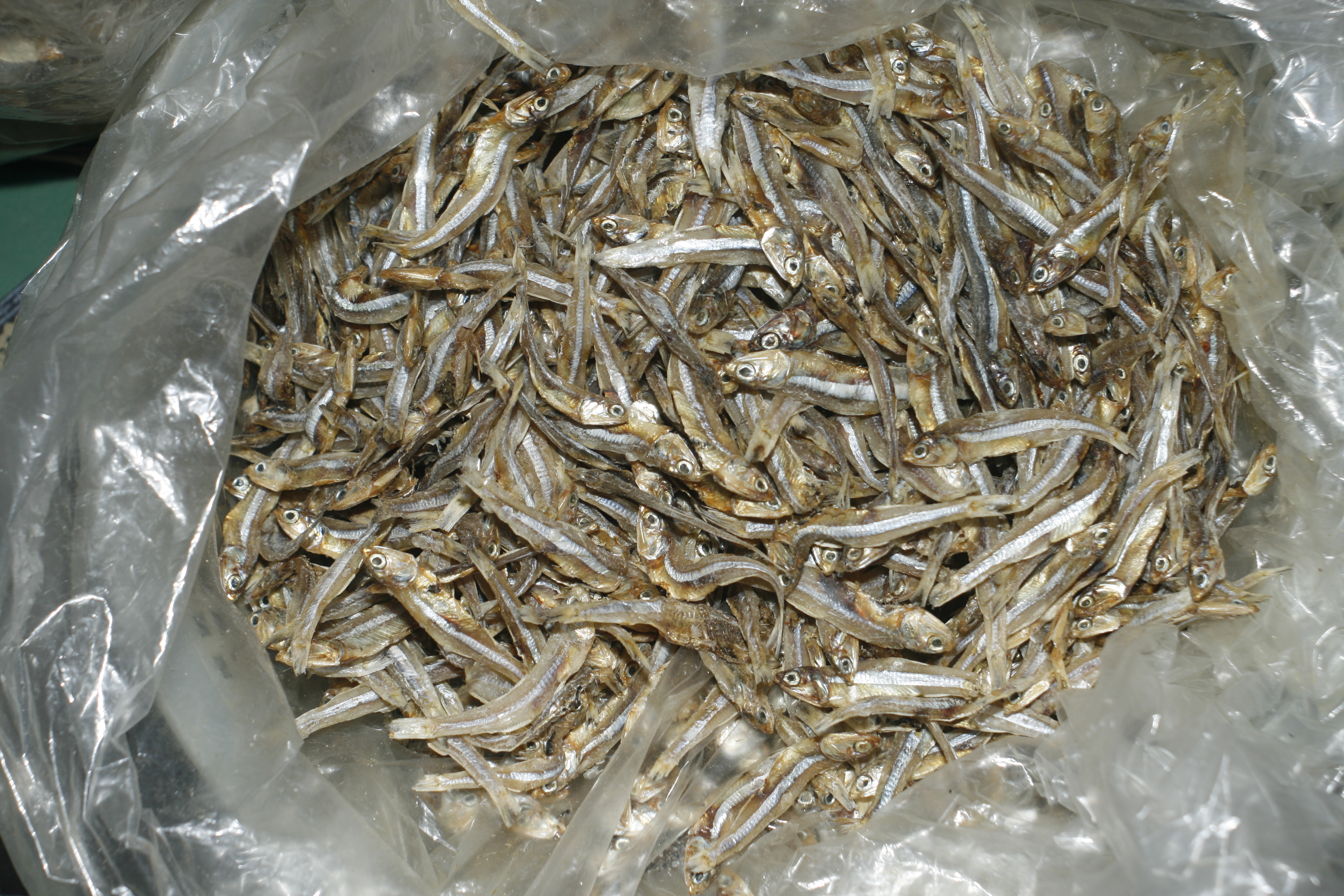
Cá trổng sau khi được chế biến khô, tại vùng biển Hậu Lộc, Thanh Hóa, Việt Nam.

## Chế biến và sử dụng

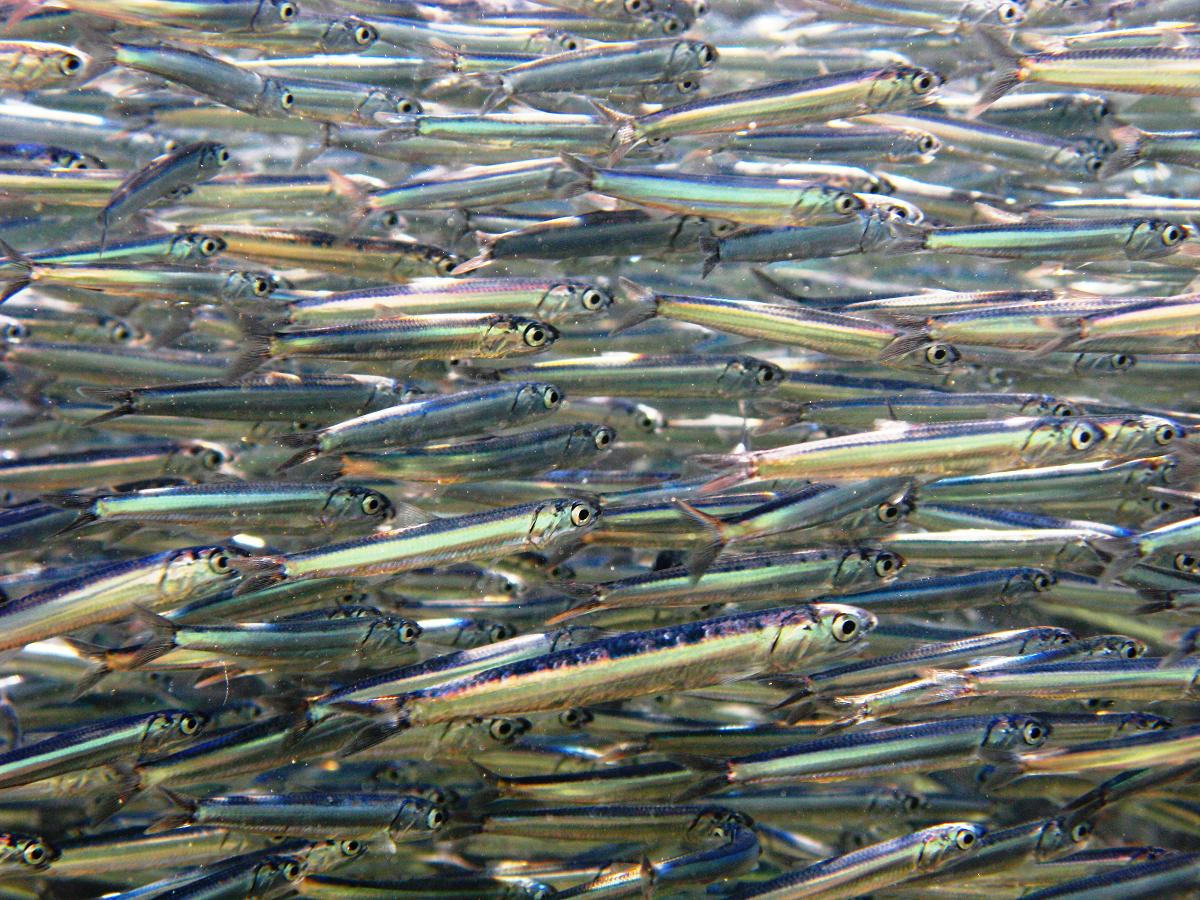
Cá cơm ở Liguria, Ý

Cá cơm được bảo quản bằng cách làm sạch ruột, ướp muối, làm chín và sau đó đóng hộp với dầu ăn. Chúng là một loại cá thực phẩm quan trọng. Hợp hay không hợp khẩu vị thường căn cứ vào mùi của cá cơm. Chúng có tiếng là nặng mùi. Vào thời Đế quốc La Mã, chúng là nguyên liệu để làm nước sốt cá lên men gọi là garum, là sản phẩm chủ yếu trong ẩm thực cũng như là mặt hàng được sản xuất với số lượng công nghiệp để buôn bán xa. Ngày nay, chúng là thành phần chủ yếu trong món xa lát Caesar, Spaghetti alla Puttanesca, hay phủ thêm lên trên bánh pizza. Vì hương vị mạnh, chúng cũng dùng trong một số nước chấm, bao gồm nước sốt Worcestershire, nước mắm, và trong một số biến thể của Bơ Café de Paris. Ngư dân cũng dùng cá cơm như là mồi để đánh bắt các loại cá lớn hơn như cá ngừ hay cá vược nước mặn.
Tính nặng mùi gắn liền với cá cơm là do quá trình chế biến. Cá cơm tươi, được biết đến ở Italia với tên alici, có mùi vị dễ chịu hơn. Tại các nước nói tiếng Anh, alici đôi khi được gọi là "cá cơm trắng" và thông thường được bán tại các tiệm ăn trong dạng giầm nước xốt với một chút dấm.
Cá cơm châu Âu Engraulis encrasicolus là loài cá cơm có giá trị thương mại. Maroc hiện nay dẫn đầu thế giới trong công nghiệp đóng hộp cá cơm. Các nhà máy công nghiệp cá cơm dọc theo bờ biển Cantabria hiện nay đã làm thu hẹp nghề muối cá truyền thống của người xứ Catalonia, mặc dù ngành công nghiệp này mới chỉ được bắt đầu ở Cantabria bởi những người muối cá Sicilia vào giữa thế kỷ 19.
Việc đánh bắt thái quá cá cơm cũng là một vấn đề. Kể từ thập niên 1980, các tàu đánh bắt lớn được cơ giới hóa ở Pháp đã thực hiện việc đánh bắt các loài cá cơm bằng những chiếc lưới kéo có mắt rất nhỏ.

## Các loài ở quy mô đánh bắt thương mại
| Các loài có tầm quan trọng thương mại | Các loài có tầm quan trọng thương mại           | Các loài có tầm quan trọng thương mại | Các loài có tầm quan trọng thương mại | Các loài có tầm quan trọng thương mại | Các loài có tầm quan trọng thương mại | Các loài có tầm quan trọng thương mại | Các loài có tầm quan trọng thương mại | Các loài có tầm quan trọng thương mại | Các loài có tầm quan trọng thương mại | Các loài có tầm quan trọng thương mại |
| Tên thông thường                      | Tên khoa học                                    | Chiều dài tối đa                      | Chiều dài phổ biến                    | Trọng lượng tối đa                    | Tuổi tối đa                           | Bậc dinh dưỡng                        | Fish Base                             | FAO                                   | ITIS                                  | Tình trạng IUCN                       |
| ------------------------------------- | ----------------------------------------------- | ------------------------------------- | ------------------------------------- | ------------------------------------- | ------------------------------------- | ------------------------------------- | ------------------------------------- | ------------------------------------- | ------------------------------------- | ------------------------------------- |
| Cá cơm châu Âu*                       | Engraulis encrasicolus (Linnaeus, 1758)         | 20,0 cm (7,9 in)                      | 13,5 cm (5,3 in)                      | kg                                    | 5 năm                                 | 3,11                                  | [ 6 ]                                 | [ 7 ]                                 | [ 8 ]                                 | Không đánh giá                        |
| Cá cơm Argentina                      | Engraulis anchoita (Hubbs & Marini, 1935)       | 17,0 cm (6,7 in)                      | cm                                    | 0,025 kg (0,88 oz)                    | năm                                   | 2,51                                  | [ 9 ]                                 | [ 10 ]                                | [ 11 ]                                | Không đánh giá                        |
| Cá cơm California                     | Engraulis mordax (Girard, 1856)                 | 24,8 cm (9,8 in)                      | 15,0 cm (5,9 in)                      | 0,068 kg (2,4 oz)                     | năm                                   | 2,96                                  | [ 12 ]                                | [ 13 ]                                | [ 14 ]                                | Ít quan tâm                           |
| Cá cơm Nhật Bản                       | Engraulis japonicus (Temminck & Schlegel, 1846) | 18,0 cm (7,1 in)                      | 14,0 cm (5,5 in)                      | 0,045 kg (1,6 oz)                     | 4 năm                                 | 2,60                                  | [ 16 ]                                | [ 17 ]                                | [ 18 ]                                | Không đánh giá                        |
| Cá cơm Peru                           | Engraulis ringens (Jenyns, 1842)                | 20,0 cm (7,9 in)                      | 14,0 cm (5,5 in)                      | kg                                    | 3 năm                                 | 2,70                                  | [ 19 ]                                | [ 20 ]                                | [ 21 ]                                | Ít quan tâm                           |
| Cá cơm Nam Phi                        | Engraulis capensis (Gilchrist, 1913)            | 17,0 cm (6,7 in)                      | cm                                    | kg                                    | năm                                   | 2,80                                  | [ 23 ]                                | [ 24 ]                                | [ 25 ]                                | Không đánh giá                        |

* Loài điển hình.

## Thông tin thêm
- Trong loạt phim hoạt hình Futurama trên ti vi, cá cơm bị tuyệt chủng do sự đánh bắt thái quá và do chúng bị những người Decapod (như bác sĩ Zoidberg ăn thịt).

## Hình ảnh

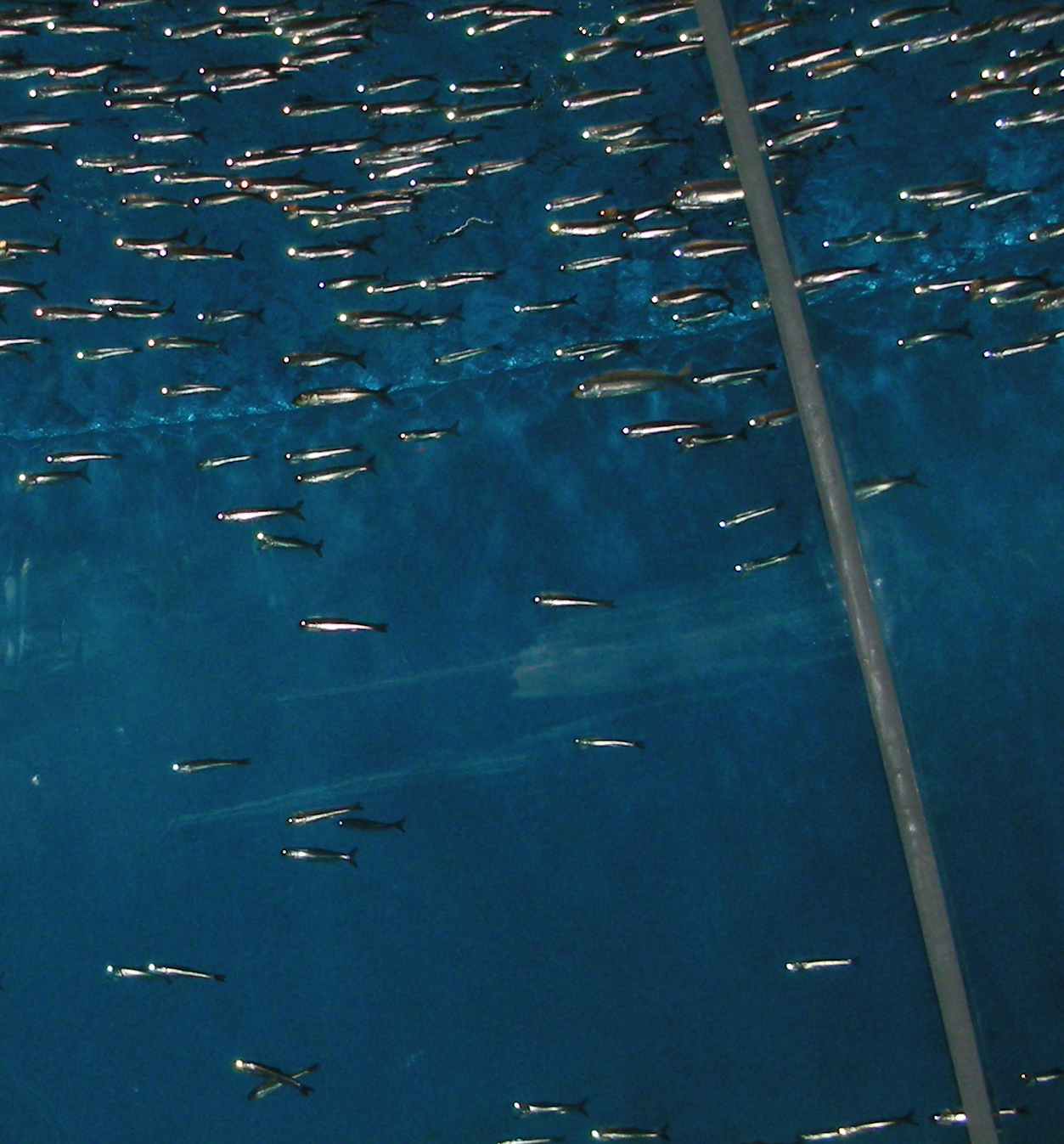
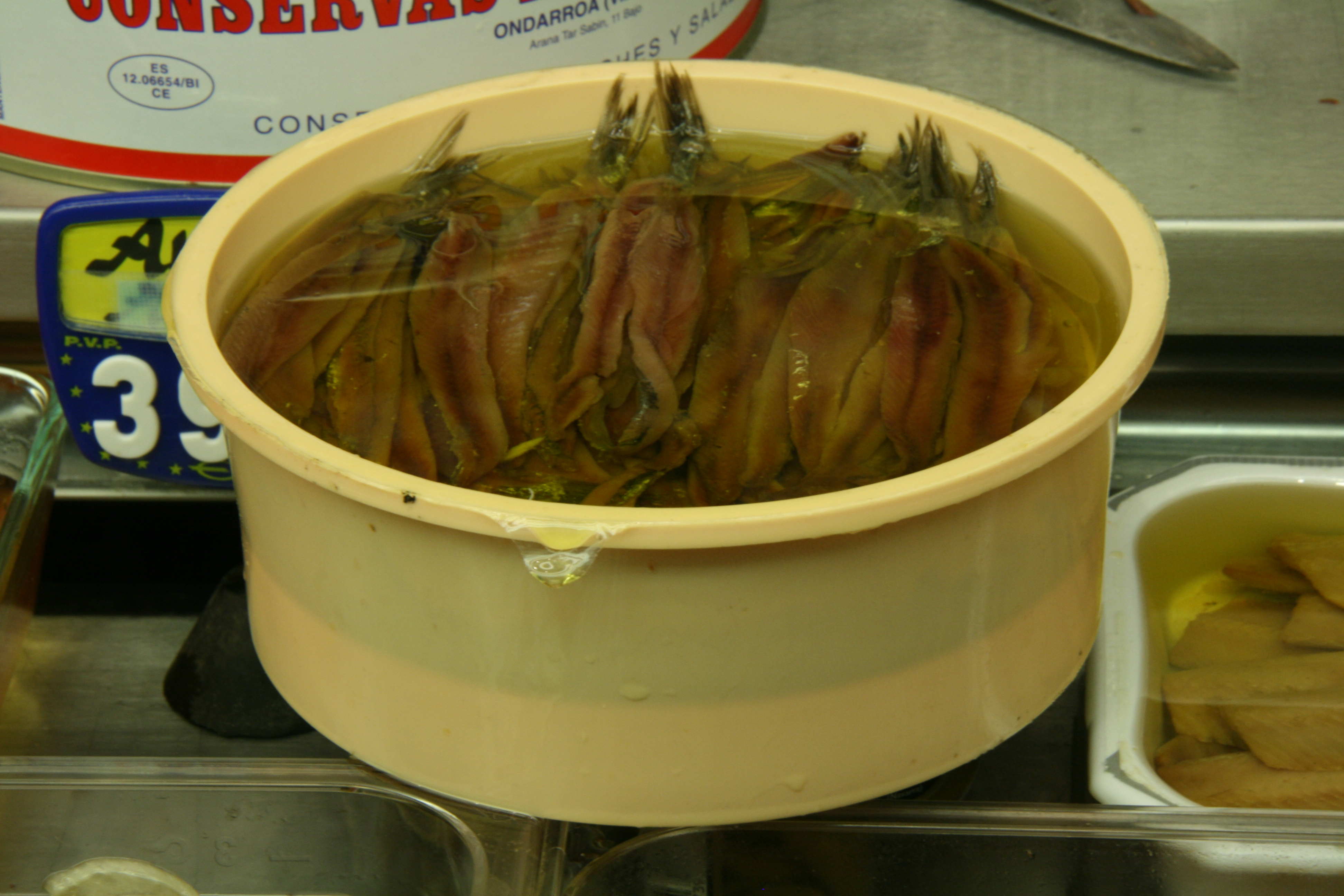
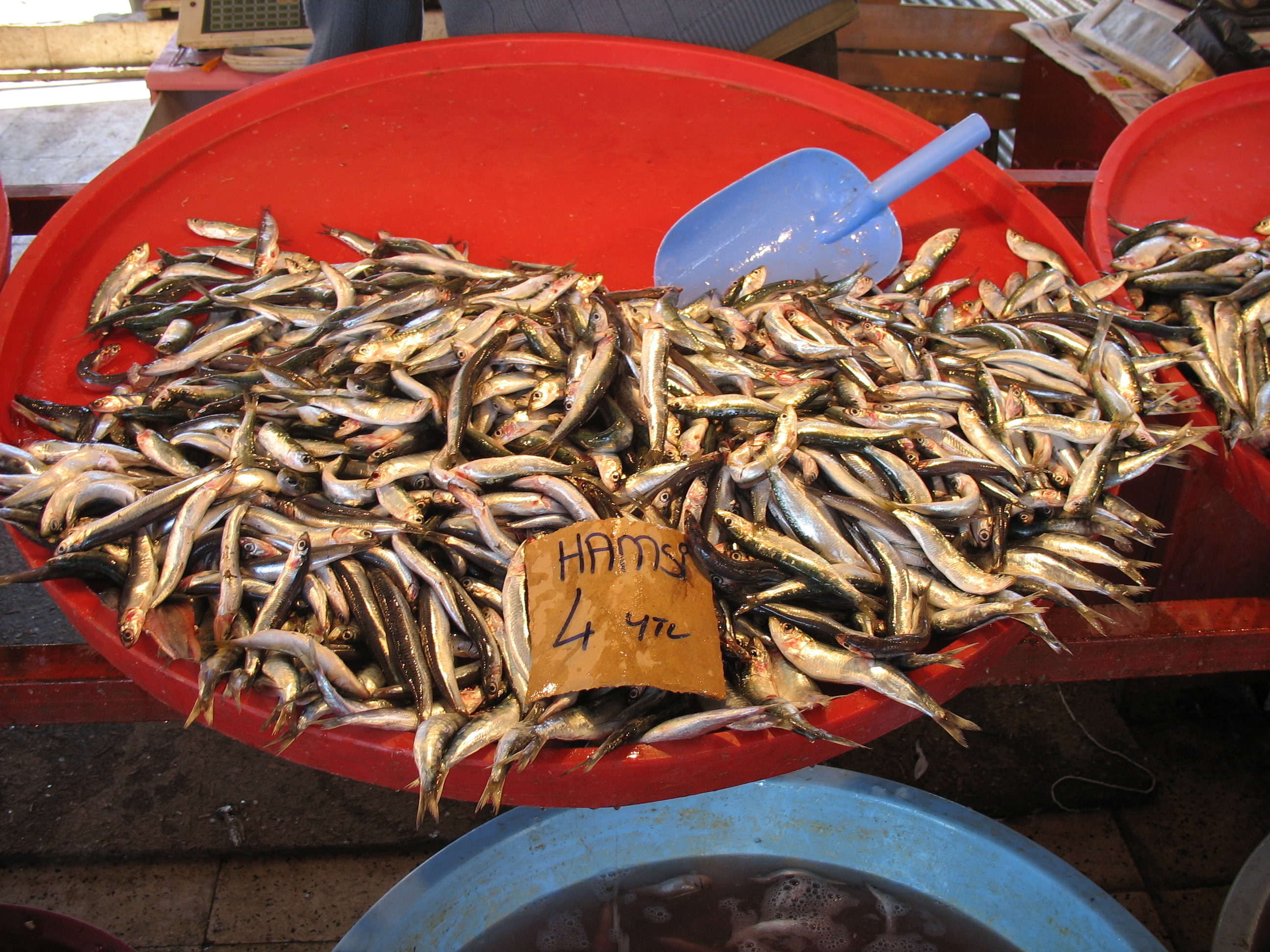